# 米爾艾恩 (蒙大拿州)
米爾艾恩（英語：Mill Iron）是位於美國蒙大拿州卡特縣的非建制地區。

## 歷史
米爾艾恩的郵局於1916年設立，1919年關閉後又於翌年重啟，最終於1990年停運。

## 地理
米爾艾恩所處的海拔為高於海平面950米（即3110英呎），而該地所採用的時區為UTC-6，即北美山地時區（MST）。同時該地設有夏令時間，為UTC-7調快一小時，即UTC-6（MDT）。